# Uriel Weinreich
Uriel Weinreich (ur. 1926 w Wilnie, zm. 1967) – polsko-amerykański językoznawca i filolog języka jidysz oraz wydawca, pochodzenia żydowskiego. Był synem Maksa Weinreicha. 
W 1940 r. przybył do Stanów Zjednoczonych. W Nowym Jorku podjął studia na Columbia University, uzyskując stypendium Pulitzera. W 1943 r. został powołany do wojska, gdzie służył do 1945 r.
Następnie kontynuował studia na Columbia University, gdzie w 1951 r. uzyskał doktorat. Na kanwie doktoratu ogłosił monografię Languages in contact (1953).
Położył zasługi na polu badań języka jidysz. W 1949 r. wydał College Yiddish: An Introduction to the Yiddish Language and Jewish Life and Culture, popularny podręcznik języka jidysz.